# Kyo Kara Maou!
Kyo Kara Maou! (tiếng Nhật: 今日からマ王; còn được viết là Kyo Kara Maoh!) là một anime được dựng từ tiểu thuyết Kyo Kara Ma no Tsuku Jiyuugyou của tác giả Takayabashi Tomo. Nó còn có những tên khác như "God (?) save our king", "King from now on", "Maruma". Đây là một bộ phim hoạt hình thuộc thể loại hành động, phiêu lưu, viễn tưởng, hài hước và pha một chút Shōnen-ai (đồng tính nam cấp độ nhẹ). Được ra đời từ ngày 3 tháng 4 năm 2005, hiện nay anime này đang tiếp tục có thêm phần II và III. "Mơ thấy thiên đường" là tên phát hành ở Việt Nam của loạt manga-anime này.
Tuy đây là anime có yếu tố Shōnen-ai, nhưng không vì vậy mà nó bị mất đi giá trị. Vì không chỉ có hình vẽ đẹp, nhân vật thu hút, có vài tình tiết vui nhộn, "Kyo Kara Maou!" còn mang nhiều ý nghĩa giáo dục nhân bản sâu sắc. Bộ phim cũng không quá kén người xem, bất kì ai cũng có thể coi nó, kể cả trẻ em.

## Người lồng tiếng (Seiyū)
- Yuuri: Sakurai Takahiro (Cloud Strife trong Final Fantasy VII, Endo Kazuki trong Gakuen heaven...)
- Conrad: Morikawa Tomoyuki (Sephiroth trong Final Fantasy VII, Naraku trong Inuyasha, Nakajima Hideaki trong Gakuen Heaven)
- Wolfram: Saiga Mitsuki (Okita Sōji trong Peace maker Kurogane)
- Gunter: Inoue Kazuhiko (Hatake Kakashi trong Naruto, Sohma Hatori trong Fruits Basket)
- Gwendal: Otsuka Akio (bác sĩ Black Jack trong Bác sĩ quái dị)

## Nội dung
Kyo kara maou! là câu truyện kể về cậu học sinh 15 tuổi tên Shibuya Yuuri. Cậu bé này nhìn chung là một con người rất bình thường. Có lẽ điều không bình thường duy nhất ở cậu là cái tên "Yuuri", cậu thường xuyên bị trêu chọc vì cái tên "rất con gái" của mình. Cho đến ngày nọ, khi đi học, Yuuri bắt gặp bốn tên côn đồ đang uy hiếp Murata Ken, một anh bạn cùng trường. Bất đắc dĩ, Yuuri đành lên tiếng giải nguy cho Murata khỏi tay bọn côn đồ. Trớ trêu thay, khi cậu đang bị kẹt lại giữa vòng vây thì Murata đã "xa chạy cao bay". Kết quả sau đó thật đau thương, Yuuri bị chúng lôi vào WC nữ công cộng, dúi đầu vào bồn cầu. Bất ngờ thay, cái bồn cầu ấy lại là cánh cổng dẫn Yuuri đến một thế giới khác. Và những điểm bình thường như màu tóc, màu mắt của cậu thì tại nơi đó lại trở thành bất thường. Yuuri được Conrad, Gunter tìm thấy. Họ bảo cậu là vua của họ vì bộ dạng đen từ trên xuống dưới: tóc đen, mắt đen, quần áo đen. Yuuri được tiết lộ rằng... cậu chính là Ma Vương, tức Maou đời thứ 27 ("Demon King" trong tiếng Anh) của vương quốc này. Lúc đầu, Yuuri không tin, cậu ngỡ đây chỉ là một trò chơi PlayStation 2 nào đó. Nhưng sự thật vẫn là sự thật, Yuuri đành phải tiếp nhận ngôi vị Maou (Ma vương), trở thành người thống lãnh của Mazoku (quỷ), chống lại con người. Tại vương quốc quỷ, Yuuri gặp và được bảo vệ bởi 3 anh em hoàng gia, con của Maou đời trước: Gwendal, Conrad, Wolfram và vị pháp sư Gunter.
Trong cậu tồn tại linh hồn của vua Quỷ và họ đang chờ sự trở lại của vị vua đó. Họ cần sức mạnh của cậu để hủy diệt mọi kẻ thù loài người trong vương quốc. Yuuri chấp nhận trở thành vua Quỷ, để cậu có thể chuyển cách giải quyết vấn đề của họ sang một hướng tốt hơn: Ngăn chặn cuộc chiến giữa con người và quỷ.

## Nhân vật chính

### Shibuya Yuri
Vì là Maou đời thứ 27 nên tất cả mọi người trong vương quốc đều gọi Yuuri là Bệ Hạ (Heika trong tiếng Nhật, Your Majesty trong tiếng Anh), trừ Wolfram. Vốn chỉ là một thiếu niên hiền lành, tốt bụng, say mê bóng chày, Yuuri không ham thích chiến tranh và quyền lực. Cậu tâm niệm con người với Mazoku có thể sống thanh bình và luôn luôn cố gắng thực hiện điều đó. Tuy mang danh là Ma Vương nhưng Yuuri trong mắt mọi người nhiều lúc chỉ là tên cù lần, thỏ đế, ngốc nghếch. Nhưng vì thế, cậu trở thành vị Maou vĩ đại nhất trong lịch sử vương quốc Quỷ, người đã làm được điều mà không Maou nào trước đây làm được: Tạo ra kỉ nguyên mới – thời đại loài người và mazoku sống hòa hợp với nhau.
Bình thường Yuuri không có sức mạnh đặc biệt gì, nhưng lòng nhân hậu, bao dung của cậu có sức thu phục lòng người vô cùng mạnh mẽ. Khá nhiều người căm ghét Yuuri và loài quỷ nói chung, khi tiếp xúc với cậu, đều cảm thấy yêu mến. Nhờ tính cách này, Yuuri đã từng bước tạo lập được mối quan hệ thân tình giữa hai thế giới quỷ và người.
- Maou

Yuuri có thể biến thành vua Quỷ (Maou) bất cứ khi nào cậu giận dữ hoặc đau khổ cực độ trước những điều phi công lý, vô nhân tính. Có thể nhận ra vua Quỷ ở nét mặt lạnh lùng và mái tóc dài hơn. Trong hình dạng này, cậu có thể triệu tập một nguồn ma lực rất lớn dù đang ở trong lãnh thổ của loài người (đa số Mazoku không thể sử dụng pháp thuật ở ngoài đất nước). Thường thì những lúc biến hình của Yuuri là để phục vụ điều tốt. Khi đó, cậu luôn viết chữ "Công lý", tiếng Anh là "Justice", bằng những thứ xung quanh (rồng nước, đất, lửa,...). Kì lạ là Yuuri luôn bất tỉnh sau mỗi lần biến thân, khi tỉnh lại, cậu không nhớ nổi mình đã làm gì. Về sau, Yuuri dần kiểm soát được sức mạnh của bản thân và ít bị ngất xỉu hơn.

### Conrart Weller
Conrad có tên thật là Conrart Weller, sở dĩ mọi người hay gọi anh là Conrad vì – như anh nói ở tập 1 của anime – cái tên đó gần với tiếng Anh và người Nhật dễ phát âm hơn. Conrad chính là người thanh niên bí ẩn đã giúp mẹ Yuuri đến bệnh viện khi bà trở dạ (ở đoạn bắt đầu tập 1). Anh bảo với mẹ Yuuri rằng: "Ở nơi tôi sống, tháng bảy được gọi là Yuuri." Thế là mẹ cậu liền lấy ngay cái tên đó đặt cho con mình. Vì cậu sinh vào tháng 7 nên Yuuri đọc gần giống với July, trong tiếng Nhật nghĩa là có lợi. Nhưng "bất lợi" ở chỗ đó lại là tên của con gái.
Conrad là con lai giữa người và quỷ. Cha anh là dũng sĩ đệ nhất của dòng họ Weller, một trong bốn dòng họ mạnh nhất, lâu đời nhất từ thời vị Maou đầu tiên. Chính vì vậy trong các anh em, Conrad là người duy nhất không có phép thuật, bù lại anh là tay kiếm cừ khôi nhất ở vương quốc Quỷ. Chính Conrad đã nhận nhiệm vụ đưa linh hồn của Julia – người được chọn làm Maou kế nhiệm – đến Trái Đất, vì người con gái mà anh yêu nhất là Julia. Anh đã gợi ý cho mẹ Yuuri đặt tên cho Yuuri khi cậu chưa chào đời nên cậu luôn thầm xem Conrad như cha đỡ đầu.
Conrad là con thứ của nữ hoàng Quỷ thế hệ trước. Cha của anh – dũng sĩ Dan Hiri, là con người, anh thừa hưởng từ ông màu tóc nâu, đôi mắt sáng rực ấm áp, sự kiên cường và lòng dũng cảm to lớn. Vào sinh nhật thứ 16 của mình, Conrad quyết định sống quãng đời còn lại như một con quỷ thay vì con người. Anh chiến đấu hết mình cho phe quỷ và là một trong những người trung nghĩa nhất của vương quốc. Anh đưa linh hồn của Yuuri đến trái đất và hai năm sau lại đem về vương quốc để cử hành lễ lên ngôi của vị vua Quỷ mới. Sau khi Yuuri quay về vương quốc Quỷ, anh trở thành cận vệ của Yuuri, thề sẽ bảo vệ cậu đến suốt đời, cho dù phải hi sinh cả mạng sống. Conrad là người mà Yuuri yêu quý, kính trọng nhất và cũng là người thân thiết nhất đối với cậu.

### Wolfram von Bielefelt
Wolfram là người cực kì dễ thương. Yuuri đã từng gọi cậu là "Bishounen" (tiếng Nhật nghĩa là "cậu bé đẹp trai") trong lần đầu gặp mặt. Hình tượng này càng được tăng lên qua cách chọn đồ ngủ của cậu: Một cái váy dài màu hồng xếp li và gắn nơ đỏ, trái ngược hẳn với cái tính khí nóng nảy của Wolfram.
Cậu có khả năng điều khiển lửa và sử dụng kiếm thành thục.
Worfram là con trai út của nữ hoàng Quỷ thế hệ trước, cậu có vẻ đẹp hiếm có, đôi mắt xanh ngọc bích và mái tóc vàng óng giống y như mẹ ruột mình. Cậu rất ghét loài người và ghét cả chuyện bố của Conrad là người. Vì danh dự của mình, Wolfram không thừa nhận Conrad là anh trai, dù cậu thương yêu Conrad rất nhiều. Lý do Wolfram ghét con người là vì họ có cuộc sống quá ngắn, khi họ chết đi thì cậu sẽ rất cô đơn. Nhưng dần dần sau khi gặp Yuuri cậu đã mở lòng hơn với mọi người, thậm chí một lần đã liều mạng cứu một đứa bé loài người thoát khỏi biển lửa.
Wolfram lúc đầu cực kì ác cảm Yuuri vì nghĩ Yuuri chỉ là con người nhưng được chỉ định làm Maou, và cậu ta đã lớn tiếng xúc phạm bà mẹ loài người của Yuuri. Sự việc ấy đã tặng ngay cho anh chàng này một cái tát nảy lửa. Thế là đùng một cái, Wolfram trở thành đối tượng hôn ước của Yuuri (ở vương quốc Quỷ, có tục lệ là ai tát vào má trái của một người bất kể nam nữ, chính là... cầu hôn người ấy. Yuuri hoàn toàn không biết và tự "đeo ách giữa đàng vào cổ").
Trong tiểu thuyết, Yuuri đã giải thích cho hành động này là: "Tôi thậm chí đã không tát cậu ta vì cậu ta có một khuôn mặt xinh đẹp, chứ không thì tôi đã cho cậu ta 1 cú đấm giữa mặt vì cái tội láo lếu ấy rồi."
Khi bị ràng buộc duyên phận với Yuuri, Wolfram khá bực và thất vọng. Nhưng về sau, Wolfram luôn luôn cố gắng hết sức bảo vệ Yuuri và yêu Yuuri thật lòng. Cậu xem trọng hôn ước hơn Yuuri rất nhiều, và đi theo Yuuri đến khắp mọi nơi để có thể trông chừng, thậm chí lẻn vào phòng ngủ của Yuuri vào ban đêm. Wolfram cực kì ghen tức mỗi khi Yuuri nói chuyện với phụ nữ hay người đẹp trai nào đó, thường kết tội Yuuri không chung thủy. Cậu sợ rằng Yuuri sẽ lừa gạt, phản bội mình. Từ khi gặp Yuuri, tính tình Wolfram đỡ khó chịu, bớt căm ghét loài người và ngày càng ôn hoà hơn trước, có thể nói Yuuri đã góp phần quan trọng làm thay đổi con người cậu, theo như Conrad nhận xét.
Trong phần OVA R!Series, chịu sự điều khiển của Shinou đã bắt cóc Yuuri và đưa cậu tới chiếc máy cổ vừa được tìm thấy và thử nghiệm, cho biết tương lai của hai người ngồi trong đó nếu họ hôn nhau, và mọi chuyện diễn ra đúng như những gì Shinou dự tính (theo lời giải thích của Shinou cuối tập 3 thì đó là vì "đùa cho vui"). Kết tập 3 là đoạn Murata giải thích chiếc máy đó sẽ hiện ra một tương lai không mong đợi nhất, vì vậy nó đã phá hoại hạnh phúc rất nhiều đôi uyên ương.
Theo ý kiến nhiều người thì Wolfram nổi loạn là để được mọi người chú ý tới, bởi cậu đã có một tuổi thơ cô đơn khi sống với bố. Bố cậu không thích cậu, vì vậy cậu chỉ có một mình (chỉ trong tiểu thuyết). Trong anime thì cậu sống với mẹ và 2 anh trai, nhưng họ có phần ít quan tâm tới cậu. Vì vậy, Wolfram lớn lên một cách độc lập và luôn luôn kiêu ngạo, nhưng thực bụng cậu rất quan tâm tới mọi người, đặc biệt là Yuuri và Greta.
Wolfram bị say sóng - điểm yếu dễ thương duy nhất của cậu - lúc đó trông cậu như một cái xác sống. Mặc dù vậy, khi Yuuri và Conrad đi tìm thanh kiếm Morgif, Wolfram vẫn trốn trong hành lý để lên tàu cùng. Ngoài ra Wolfram rất thích vẽ, dù loại màu mà cậu dùng không được thơm tho cho lắm, và mỗi lần vẽ ra đều trở thành 1 bức tranh theo trường phái lập thể (hay cái gì tuỳ người đánh giá).
Phần 2, do bị Shinou điều khiển, Wolf đã phá hỏng buổi lễ phong ấn Soushu và bị Shinou lấy đi trái tim, nhờ Yuuri cậu đã sống lại. Cuối tập 78, trước khi Yuuri trở về trái đất mãi mãi Wolfram đã khóc, cậu nói một con người không nhớ đến gia đình trước tiên thì không xứng đáng với tôi, và khuyên Yuuri trở về. Có lẽ là do rắc rối với gia đình nên Wolfram đã có thái độ như vậy.
Trong phần 3, Wolfram đã được hội đồng quý tộc họp và bầu làm Maou thứ 28. Đến khi Yuuri trở về Shin Makoku, vì không muốn cản trở cậu đã thách đấu với Yuuri và cố ý chọn lấy thất bại. Trước khi Yuuri ra đòn cuối, cậu đã nói "Trở thành vị vua tốt nhé." và vì thế Yuuri nhận ra tấm lòng của Wolfram, lãnh tất cả đòn về mình để cứu cậu. Từ đó, Yuuri không hề phàn nàn chuyện Wolfam ngủ chung với mình nữa.
Nhìn chung Wolfram là một nhân vật được yêu thích. Người lồng tiếng cho cậu là Mitsuki Saiga; trong phiên bản trên Animax là Mona Marshell.

### Gwendal von Voltaire
Gwendal là con trai trưởng của nữ hoàng Quỷ thế hệ trước. Anh là nhà chiến thuật giỏi, sử dụng phép thuật mang thuộc tính đất và tạo ra màng chắn phòng thủ. Trong ba anh em, chỉ có anh là để tóc dài và có làn da ngăm. Yuuri sợ anh nhất vì Gwendal luôn có bộ mặt "ba trợn", nhăn nhó. Xuyên suốt anime, ít khi nào Gwendal cười, ngoài tập anime có đoạn anh ôm một chú mèo con. Dù anh ta là một người luôn luôn nghiêm túc và nóng tính, nhưng rốt cuộc lại là một trong những nhân vật quái dị nhất. Gwendal mê đan len từ hồi nhỏ và rất yêu thích những thứ dễ thương, đặc biệt là những con thú nhỏ xinh, tròn tròn, có đôi mắt long lanh. Trong phòng làm việc của Gwendal, có thể dễ dàng nhìn thấy vài con thú nhồi bông khá đẹp do anh tự làm trong những lúc rảnh rỗi. Nhưng tiếc thay, các tác phẩm của anh đôi khi có bề ngoài không được như mong muốn (điển hình cho chuyện này là một con gấu bị nhìn nhầm thành con heo đen). Tuy bình thường Gwendal rất cứng rắn và chẳng ngại đối mặt với bất kì kẻ thù nào, nhưng anh lại sợ và né tránh cô bạn thời niên thiếu Anissina của mình, đơn giản vì Anissina luôn dùng anh làm vật thí nghiệm trong những cuộc thí nghiệm điên rồ của cô ấy.
Cũng như Wolfram, anh không thích Yuuri lúc đầu gặp cậu, vì nghĩ cậu ta sẽ dùng cương vị Maou để vơ vét quyền lực, của cải, nhưng sau đó anh hiểu ra Yuuri là một Maou tốt và ủng hộ cậu. Gwendal vốn là người đàn ông trầm tĩnh, hiếm khi biểu lộ cảm xúc nên anh thường thể hiện sự quan tâm, bảo vệ Yuuri một cách thầm lặng của riêng mình. Gwendal nắm chức vụ quá cao trong quân đội nên trách nhiệm lúc nào đè nặng lên vai, vì lẽ đó mà anh luôn phải giữ vẻ nghiêm nghị. Thực chất anh là con người đáng mến, tốt bụng, biết hi sinh và có sở thích cũng rất dễ thương.

### Gunter von Christ
Gunter, cùng với ba anh em, giúp Yuuri cai trị vương quốc. Anh thường dành thời gian của mình làm vô số các công việc cho Yuuri và Shin Mazoku. Con người Gunter khá thất thường, lúc thì y như bong bóng xà phòng, lúc thì lạnh lùng, quyết đoán. Gunter lúc nào cũng dính chặt lấy Yuuri và thường trở nên héo hon, ủ rũ mỗi lần cậu vắng mặt khỏi Shin Mazoku trong thời gian dài. Gunter đồng thời cũng như một người thầy, người cố vấn giàu kinh nghiệm của Yuuri. Anh dạy cho cậu về lịch sử của vương quốc và trông chừng khi cậu làm việc với sổ sách. Gunter không phải là một nhân vật nghiêm nghị hay oai phong trong anime này, gọi là một chàng ngốc có vẻ đúng hơn. Anh ta luôn tha thẩn trong lâu đài, thỉnh thoảng lại than thở, ủ rũ khi Yuuri đi vắng. Đừng để vẻ lịch thiệp với mái tóc dài trắng bạc của anh ta đánh lừa! Một khi đã chiến đấu với kẻ thù, Gunter tỏ ra rất lạnh lùng và nghiêm túc. Lúc tức giận thật sự, Gunter chắc chắn sẽ gây nên nỗi kinh hoàng khủng khiếp. Mặc dù bề ngoài ẻo lả và sến súa, Gunter thực sự là một tay kiếm xuất sắc, có phép thuật siêu đẳng.
Quan điểm chính trị của Gunter đã thay đổi hoàn toàn do ảnh hưởng của Yuuri. Ngay từ đầu, anh là người ủng hộ mạnh mẽ cuộc chiến tranh tiêu diệt tận gốc loài người. Dần dần, cách nhìn của Yuuri đã gây ấn tượng sâu đậm cho anh, và anh bắt đầu tin tưởng vào tình hữu nghị giữa Mazoku và con người.

### Guriere Josak
Josak là bạn từ nhỏ của Conrad, cũng là con lai giữa người và Mazoku nên không có phép thuật. Josak và Conrad là hai người duy nhất sống sót của quân đoàn Sư tử Lutterbeg – một đạo quân gồm toàn những người lai Mazoku nhưng trung thành với vương quốc Quỷ – trong cuộc đại chiến chống loài người 20 năm về trước. Anh hiểu rất rõ Conrad và luôn hết lòng bảo vệ cho Yuuri cùng vương quốc. Josak đi đâu cũng không quên mang theo một túi đựng đầy trang phục phụ nữ, hay ít nhất là một cái váy, xem chúng như bùa hộ mệnh. Tuy rất mê cải trang thành con gái, nhưng Josak không bị "pê-đê" đâu. Ngược lại, anh ta còn là một chàng trai lực lưỡng, dũng mãnh và đầy nam tính. Sở dĩ Josak thích giả gái vì trò này đã không ít lần cứu anh khỏi cái chết.

### Murata Ken
Murata là người mà Yuuri cứu và cũng là nguyên nhân việc Yuuri lọt vào thế giới Mazoku. Bình thường, cậu ta rất tĩnh lặng và luôn tươi cười. Murata hầu như không hề được nhắc tới ở phần I, nhưng ở các phần sau, cậu trở thành một nhân vật quan trọng trong nhóm của Yuuri. Cậu ta là bạn học chung trường với Yuuri nhưng không thân thiết lắm. Đáng chú ý là mỗi lần Yuuri đến hoặc về giữa hai thế giới đều có sự có mặt của Murata. Cho dù nhìn bề ngoài, Murata thật vô hại, thậm chí còn hơi ngố, nhưng cậu lại là một người rất khôn ngoan và giỏi tính toán. Kiếp trước của cậu là Nhà hiền triết vĩ đại (Great Sage) – một người có vai trò như cánh tay phải, nhà chiến thuật xuất sắc của Shinou, vị vua đầu tiên của Shin Mazoku. Cậu vẫn còn nhớ rõ cuộc sống và những thứ thuộc về kiếp trước. Murata là người bạn tốt và là đồng minh của Yuuri, cậu giúp đỡ Yuuri giải quyết rất nhiều vấn đề quan trọng, mặc dù thoạt nhìn trông cậu ta có vẻ như đang làm việc riêng của bản thân mình.
Sau này, Murata mới bộc lộ thân phận thật sự của mình là Great Sage, người được coi như ngang hàng với Maou và một trong những người đã lập nên Shin Mazoku. Nếu Maou là mặt trời thì Great Sage sẽ là mặt trăng, bổ sung và khắc chế năng lực của Maou. Murata tuy không có phép thuật nhưng cậu rất am hiểu những sự kiện và lịch sử của vương quốc quỷ và nhớ mọi ký ức của kiếp trước. Có thể nói, Murata như là mưu sĩ hay nhà thông thái trẻ tuổi của Yuuri và những chiến hữu của cậu.

## Nhạc phim
- Hateshinaku Tooi Sora Ni - 果てしなく遠い空に (mở đầu phần 1, 2)

THE STAND UP
Lời: Sakamoto Nori Taka (坂本タカノリ)
Nhạc: Ohta Takehiro (太田タケヒロ)
- Sekai yo warae - 世界よ笑え (mở đầu phần 3)

YOSHIDA SHOUGO (吉田旬吾) with M-Tone
Lời: Yoshida Shougo (吉田旬吾)
Nhạc：Masanori Takumi (宅見将典)
Arranger: Masanori Takumi (宅見将典)
- Romantic Morning' - ロマンチック・モーニング (OVA Opening）

THE STAND UP
Lời: Sakamoto Nori Taka (坂本タカノリ)
Nhạc: Ohta Takehiro (太田タケヒロ)
- Suteki na Shiawase' - ステキな幸せ (kết thúc phần 1)

THE STAND UP
Lời：Sakamoto Nori Taka (坂本タカノリ)
Nhạc：Ohta Takehiro (太田タケヒロ)
- Arigatou' - ありがとう～ (kết thúc phần 2)

BON'Z
Lời：Bon'z
Nhạc：IKKI
Arranger：ha-j
- Going (kết thúc phần 3)

YOSHIDA SHOUGO (吉田旬吾)
Lời：Yoshida Shougo (吉田旬吾)
Nhạc: Yoshida Shougo (吉田旬吾)
Arranger：Masanori Takumi (宅見将典)
- Hitsuyou no Pocket - 秘密のポケット OVA ending）

THE STAND UP
Lời: Sakamoto Nori Taka (坂本タカノリ)
Nhạc：Sakamoto Nori Taka (坂本タカノリ)